# Afrânio
Afrânio (aparținând Pernambuco) este un oraș în Brazilia.